# Ждяр-над-Сазавою
Ждя́р-над-Сазавою (чеськ. Žďár nad Sázavou, англ. Žďár nad Sázavou, нім. Žďár nad Sázavou, Saar) — місто в краї Височіна, східна Чехія. Розташоване на межі історичних областей Богемія та Моравія. Лежить над річкою Сазава, від якої і отримало додаток до назви. Є адміністративним центром округу Ждяр-над-Сазавою. Населення — 22 697 мешканців (2011).

## Поділ міста
1. Ждяр-над-Сазавою 1 — Старе місто, Дольній Лібушин (тобто Низинний)
2. Ждяр-над-Сазавою 2 — Замок
3. Ждяр-над-Сазавою 3 — район Сталінград
4. Ждяр-над-Сазавою 4 — У Промисловій Школі, Горній Лібушин
5. Ждяр-над-Сазавою 5 — Височани
6. Ждяр-над-Сазавою 6 — Преднадрази, Надрази
7. Ждяр-над-Сазавою 7 — Під водоймою
8. Мелковиче
9. Радонін
10. Стржанов
11. Веселічко.

## Історія
Місто виникло біля броду через річку Сазава. Близько 1100 року згадують про замок та ринок біля нього. 1252 роком датують заснування цистеріанського монастиря, що підвищило статус міста. Після гуситських воєн цистеріанський монастир поруйновано.
У XVI ст. почалася свара за землі та місто між єпископом з Оломоуцу та монастирем, останній підтримало населення міста. Але місто перейшло в майно єпископа з Оломоуцу, його володарем був кардинал Франтішек Дітріхштейн. У 1607 році Ждяр отримав статус міста. На якийсь час монастир занепав, а в місті оселилися францисканці. Але цистеріанці повернули власне майно. У XVII ст. місто двічі захоплювали вояки Швеції і грабували його.
У XVIII ст. цистеріанський монастир набув значення. Його абат Вацлав Веймлува ініціював перебудову монастиря, для чого запросив на роботи відомого архітектора Яна Блажея Сантіні Айхла (1677-1723).
Особливістю поселення був монастир цистеріанців, що став відомим середньовічним просвітницьким центром. Монастир мав власного літописця, збережені так звані «Хроніки Ждярського монастиря».
У добу австрійського імператора Йосипа ІІ наприкінці XVIII ст. почалася церковна реформа, закрита низка монастирів і церков, конфісковані монастирські землі. Це стосувалося і цистеріанського монастиря, частка будівель якого перейшла у приватну власність. Головні будівлі монастиря перебудовані і зроблені замком, власники якого з часом мінялися. У роки соціалістичної Чехословаччини замок націоналізували. У добу дикого капіталізму замок у Ждярі знову став приватною власністю (родини Кінскі).
У 1949 році Місто отримало сучасну назву Ждяр-над-Сазавою. Цю ж назву має і залізнична станція міста. У 1970-ті роки розпочата реконструкція міста відповідно ідеї створення «сучасного соціалістичного міста» та значного промислового центру. У місті з'явилася будинки в стилі функціоналізм на площах, вивільнених від старої історичної забудови. Але історичне ядро міста збережене.

## Транспорт
На розвиток міста вплинула залізниця, прокладена між Прагою та містом Брно (Моравія).
Ждяр-над-Сазавою практично не втрачав значення торговельного центру. Його торговельне значення підсилене і у 20 столітті жвавим автошляхом між містами Пардубиці та Брно.

## Архітектурні пам'ятки міста
В місті збережена історична забудова значної мистецької чи історичної вартості, хоча й поступається містам Оломоуц чи Брно. Особливе значення займають будівлі, створені відомим майстром доби бароко Яном Блажеєм Сантіні Айхлом. Одна з них внесена до списку Світова спадщина ЮНЕСКО.
Серед збереженого -
- Замок.
- Фортеця XIV століття, перебудована в добу бароко. Використовується нині як краєзнавчий музей.
- Ратуша доби відродження. Перебудована у формах провінційного класицизму. Будівля використовується для виставок та з представницькою метою.
- Прелатура колишнього цистеріанського монастиря.
- Чумний стовп доби бароко.
- Міст через річку зі скульптурами Святих доби бароко.
- Паломницький костел Св. Яна Непомуцького
- Парафіяльна церква доби готики.

## Провінційний культурний центр
Ждяр-над-Сазавой залишається провінційним культурним центром. Культурне життя має як церковне, так і світське спрямування.
- - Світське спрямування

Місто має Музей книги, що фактично є філією Національного музею в Празі. В місті проводять фестивалі класичної музики під назвою — Concentus Moraviae. В замку відбувається народний фестиваль.
Замок Ждяр зробили місцем проведення фестивалів прихильників і творців дерев'яної скульптури. Створені роботи демонструють на багатьох майданчиках по всьому місту, а не тільки в замку.
- - Свята релігійного спрямування

Головне з них — вшанування Яна Непомуцького (16 травня). Свята відбуваються в Паломницькій церкві Св. Яна Непомуцького (архітектор Ян Блажей Сантіні Айхл).

## Освітні заклади міста
- низка гімназій
- Ждярська Єпископальна середня школа
- Медичний коледж охорони здоров'я
- Ждярська Вища кулінарна школа
- Ждярська Школа економіки та туризму
- Ждярська Технічна школа.

## Галерея

Архітектурні пам'ятки
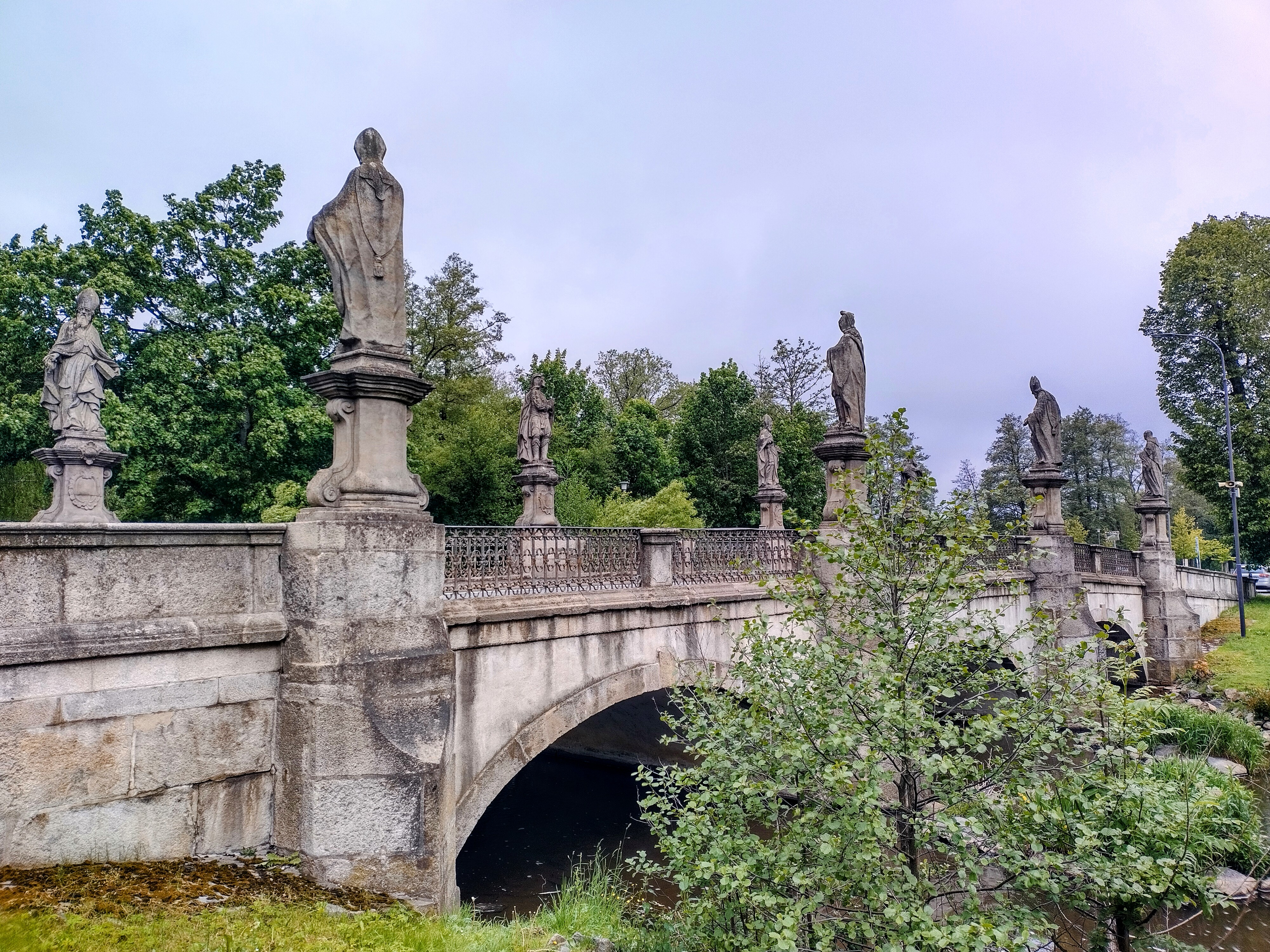
Бароковий міст зі статуями Святих
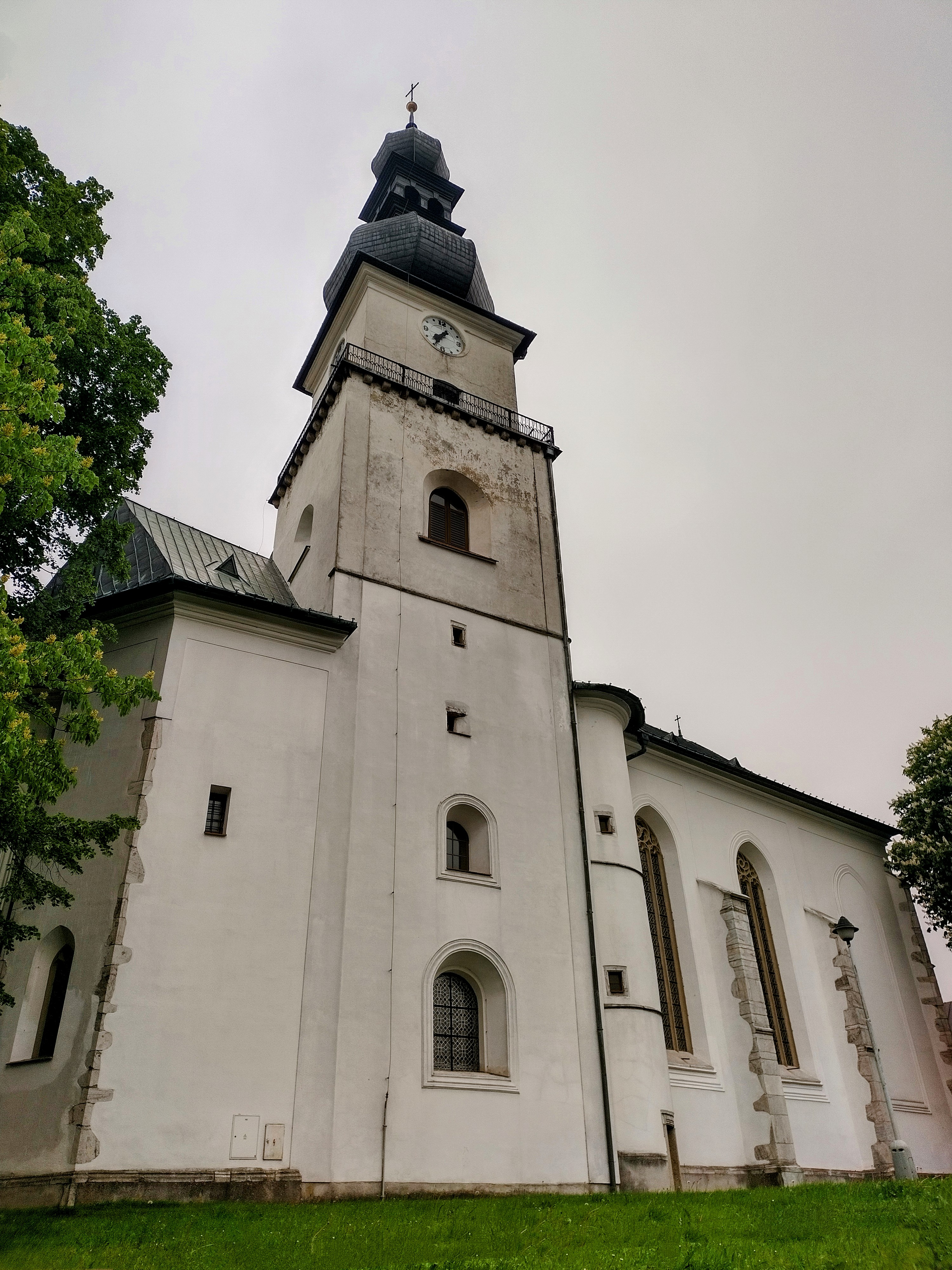
Костел Святого Прокопія
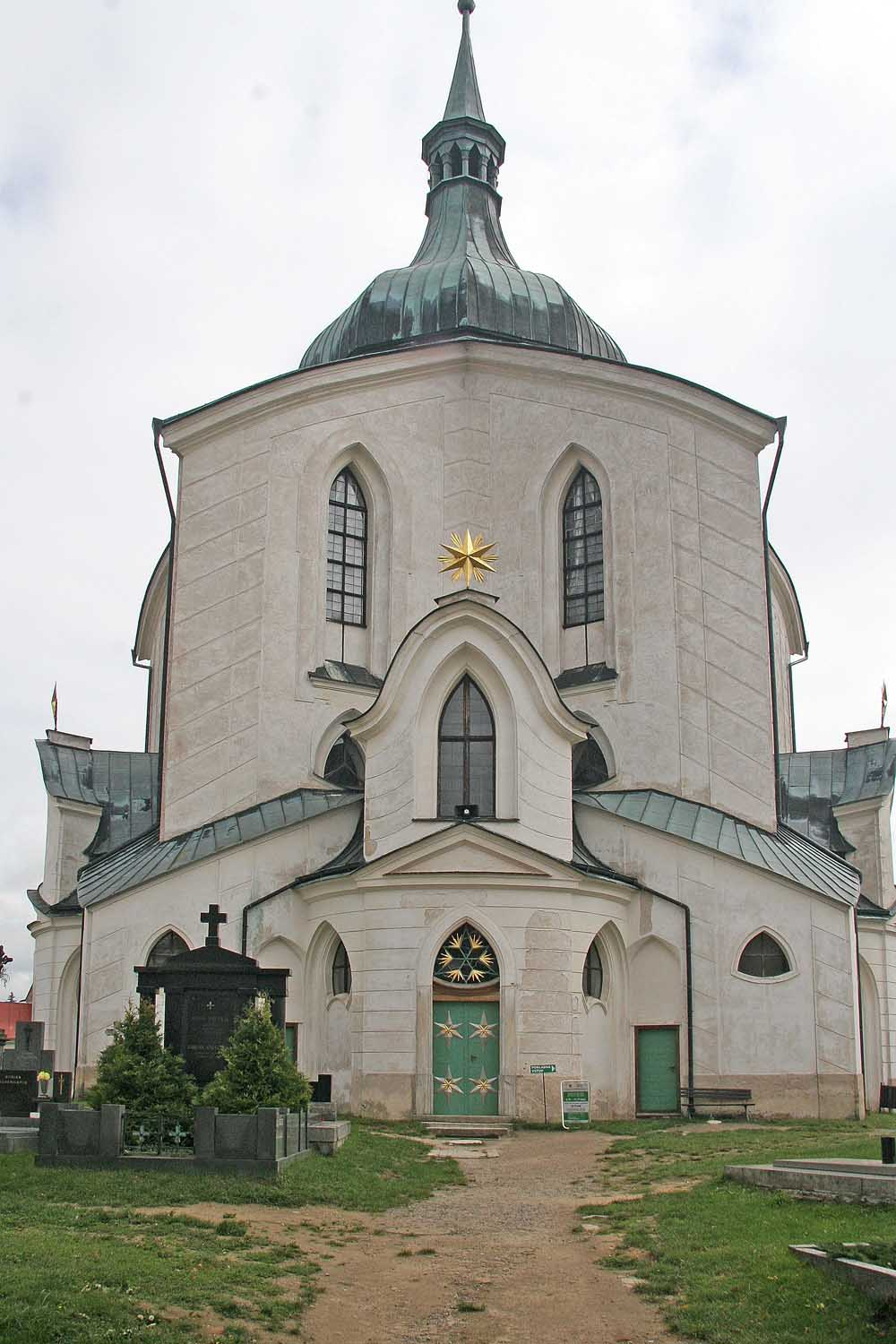
Паломницький костел Св. Яна Непомуцького
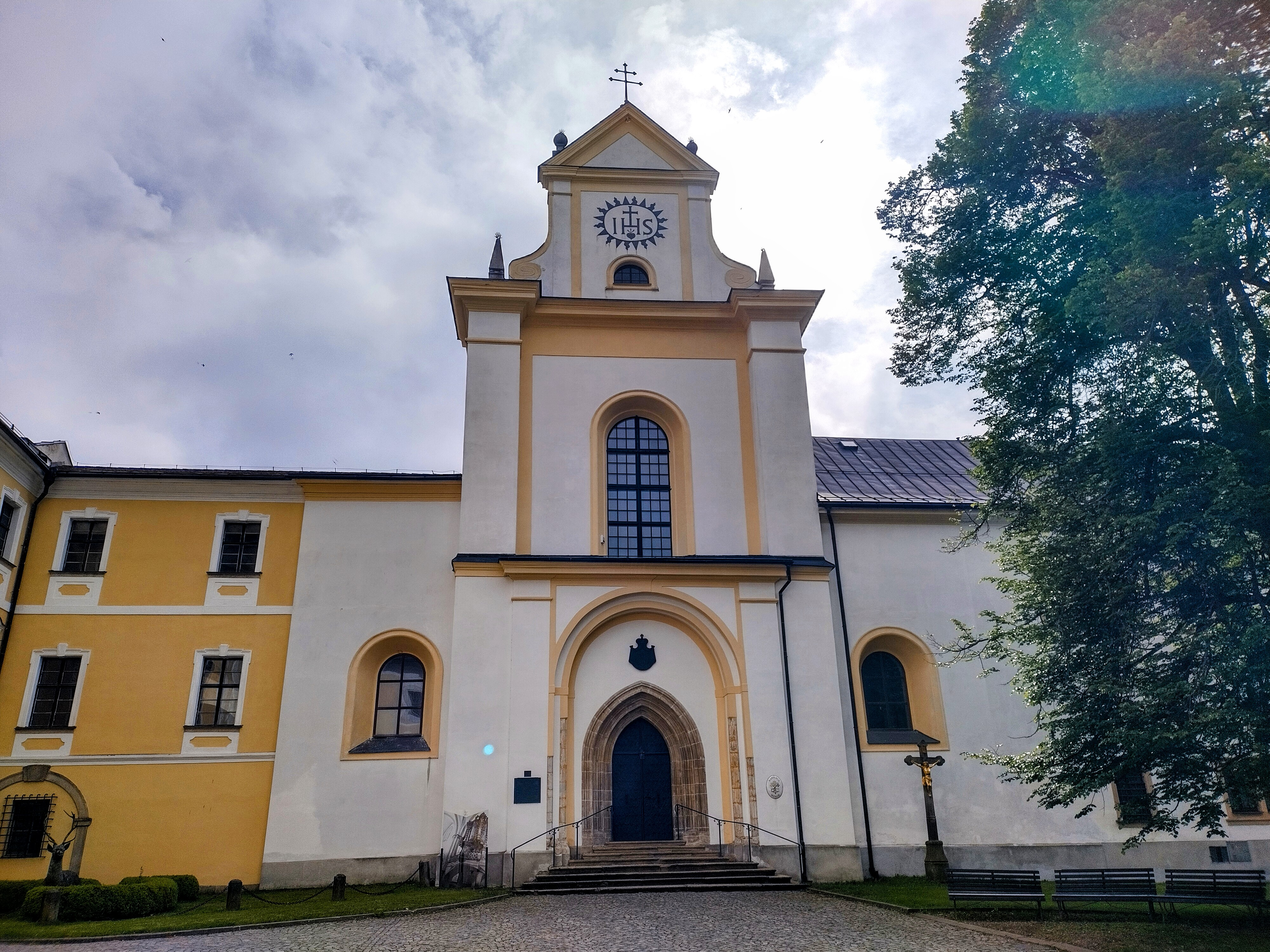
Мала базиліка Успіння Діви Марії
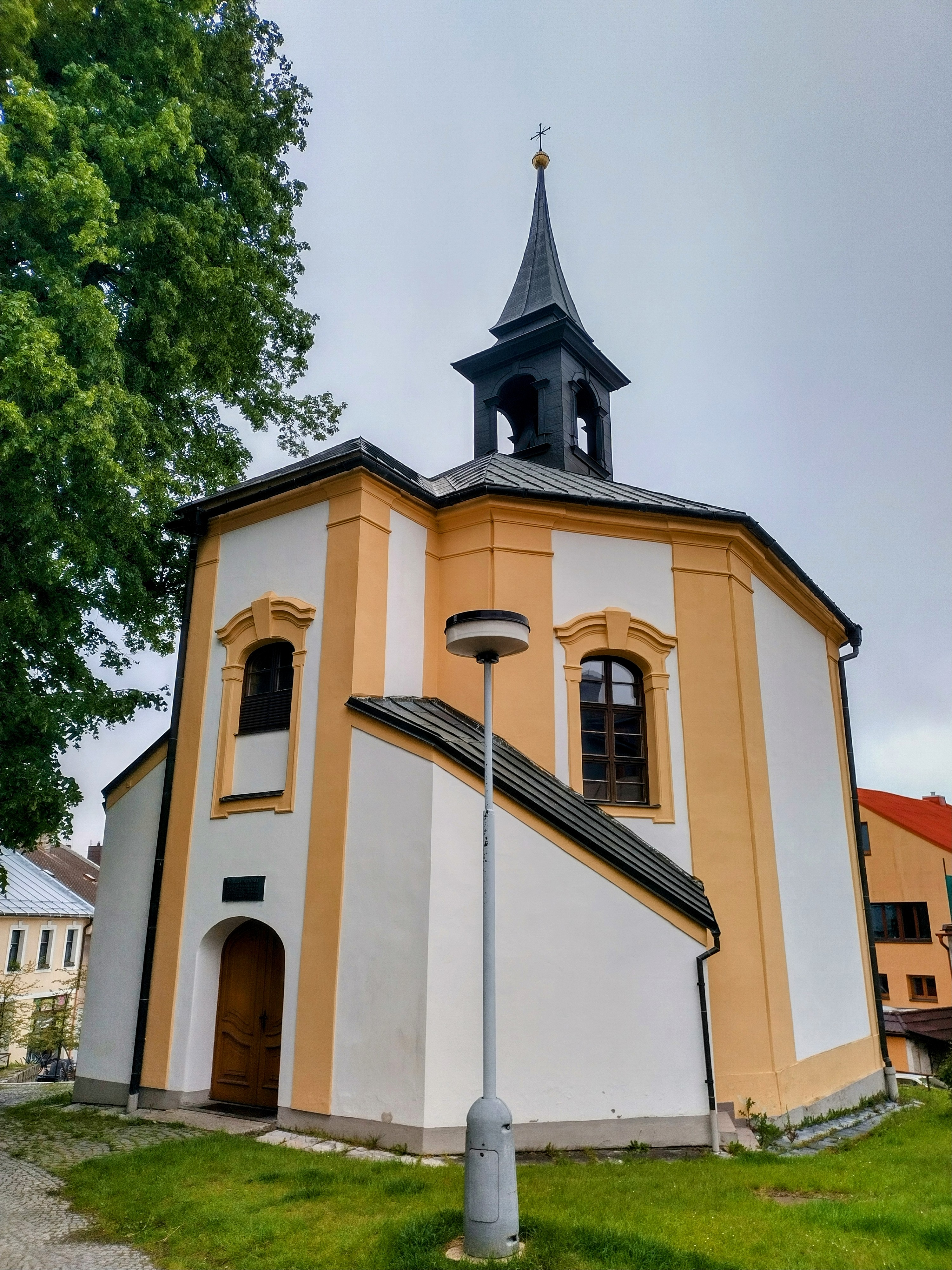
Каплиця Святої Варвари
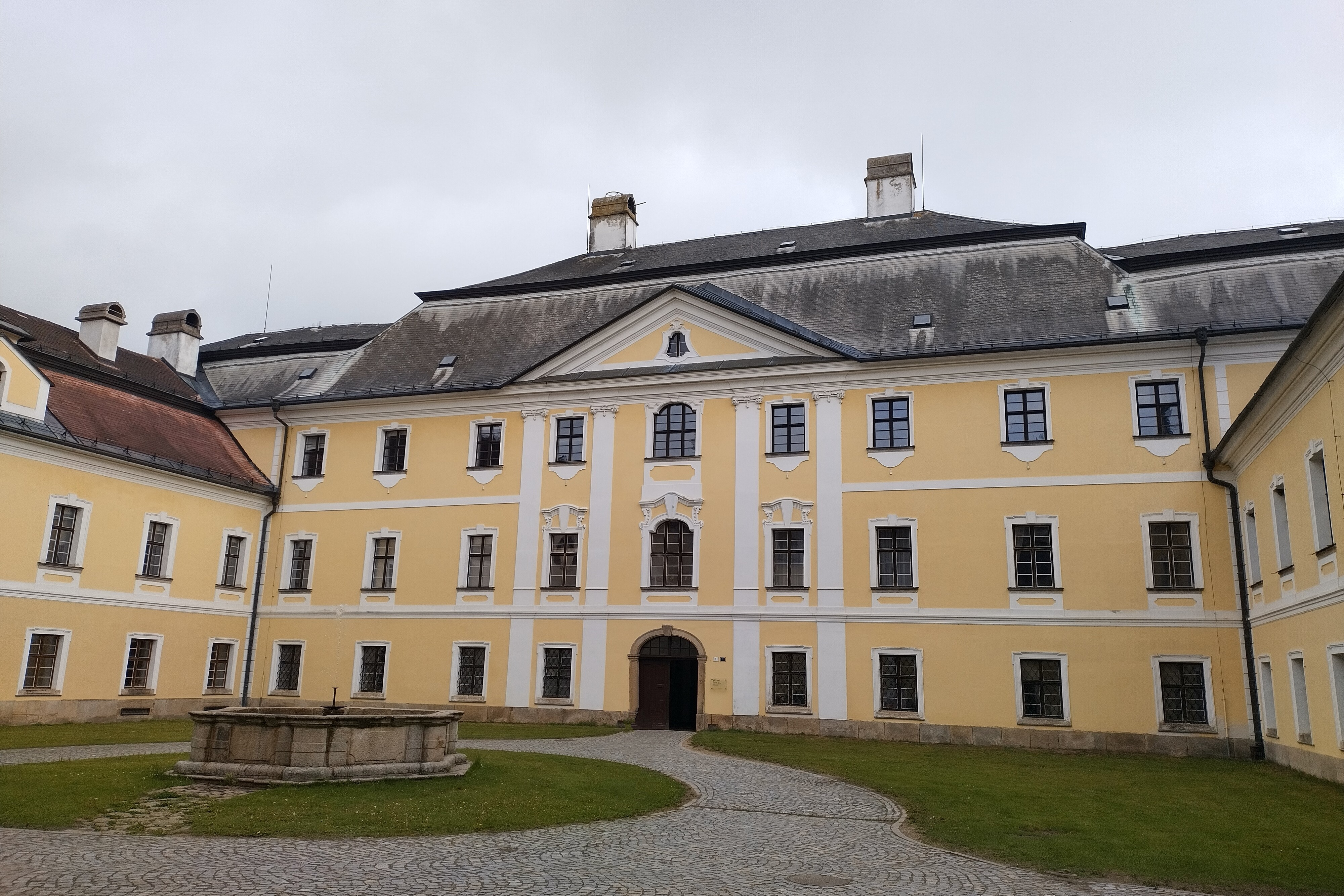
Подвір'я замку
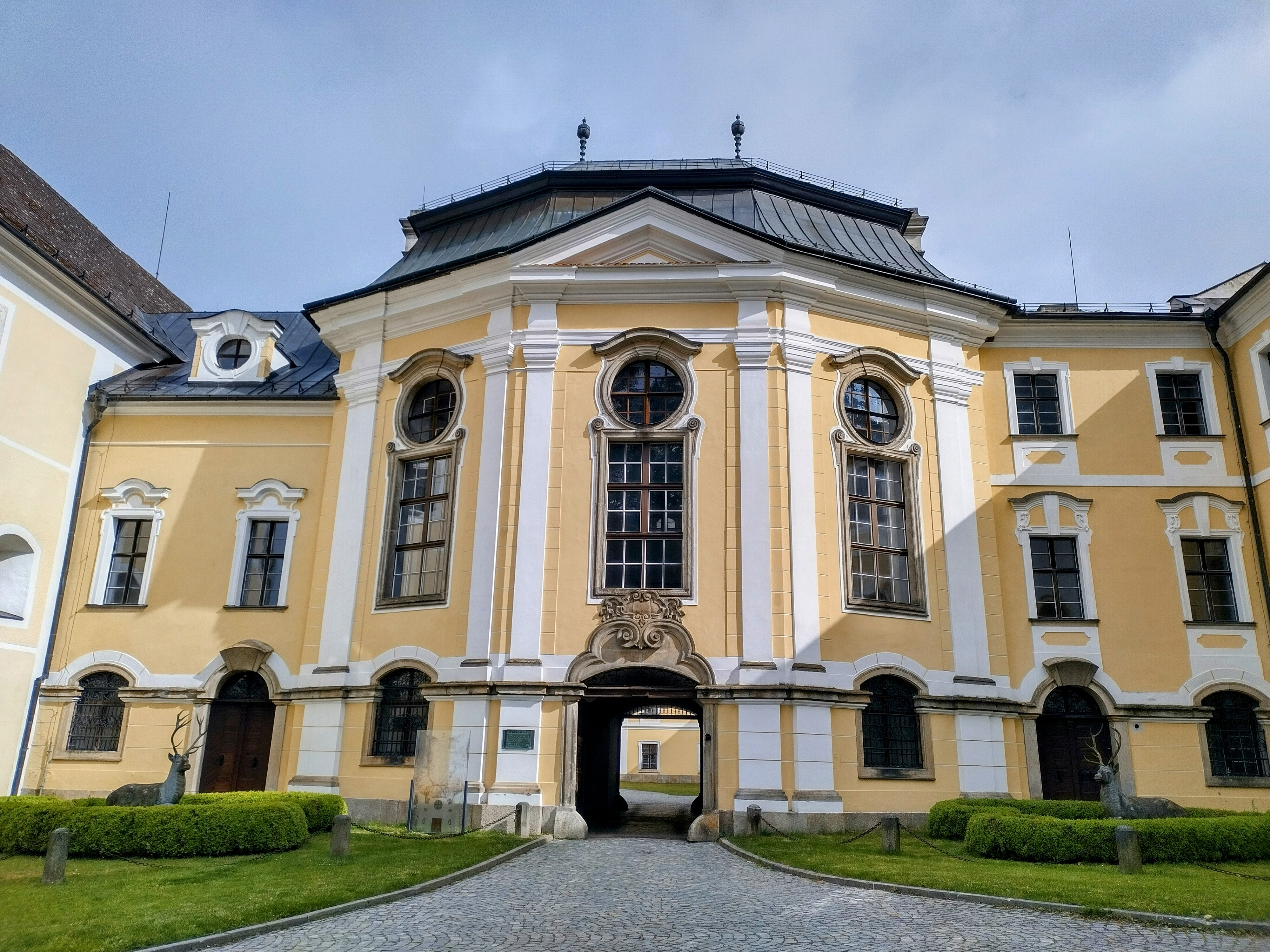
Прелатура колишнього цистеріанського монастиря
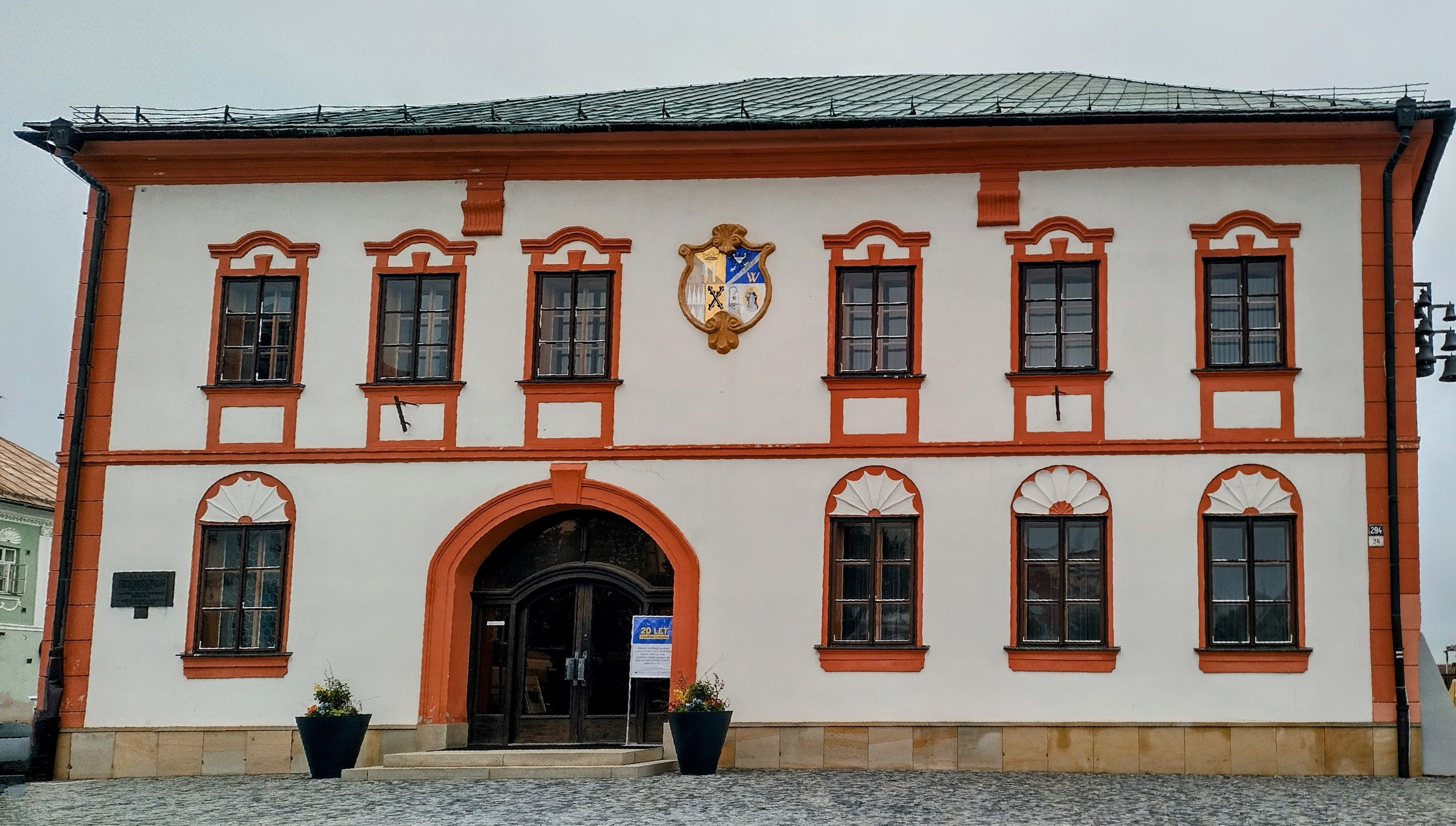
Стара ратуша
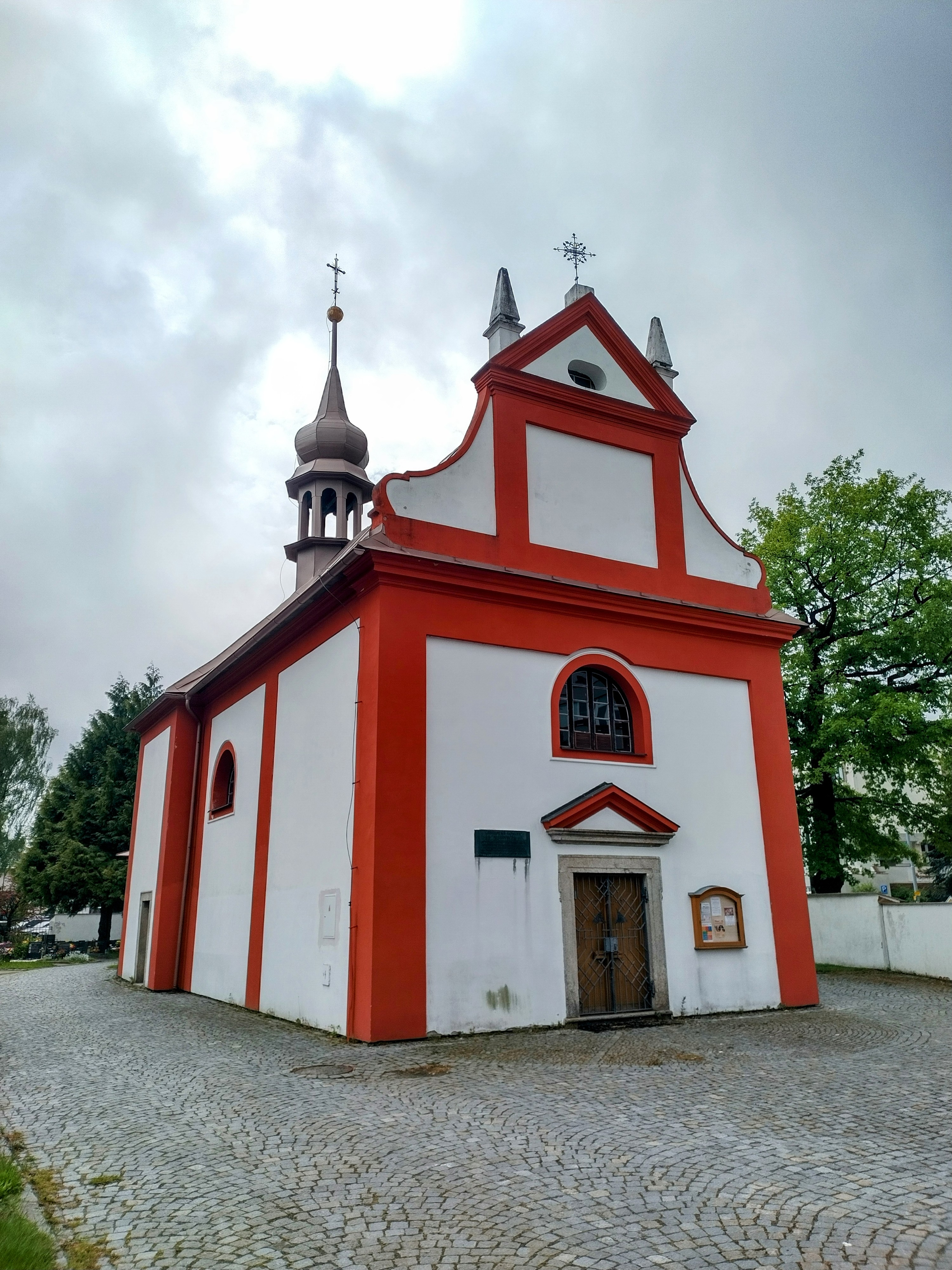
Цвинтарний Костел Святої Трійці
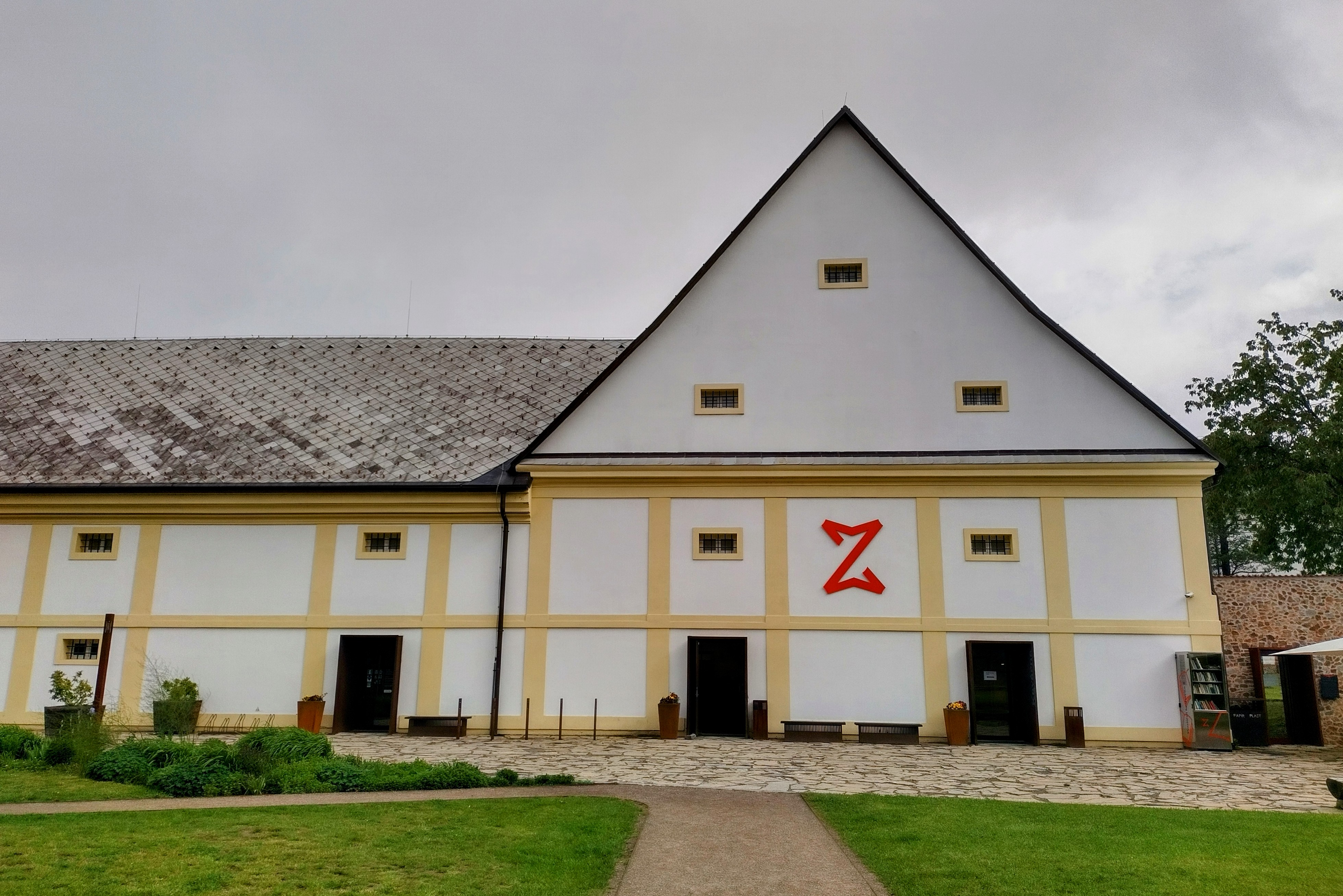
Музей нового покоління "Ждяр"
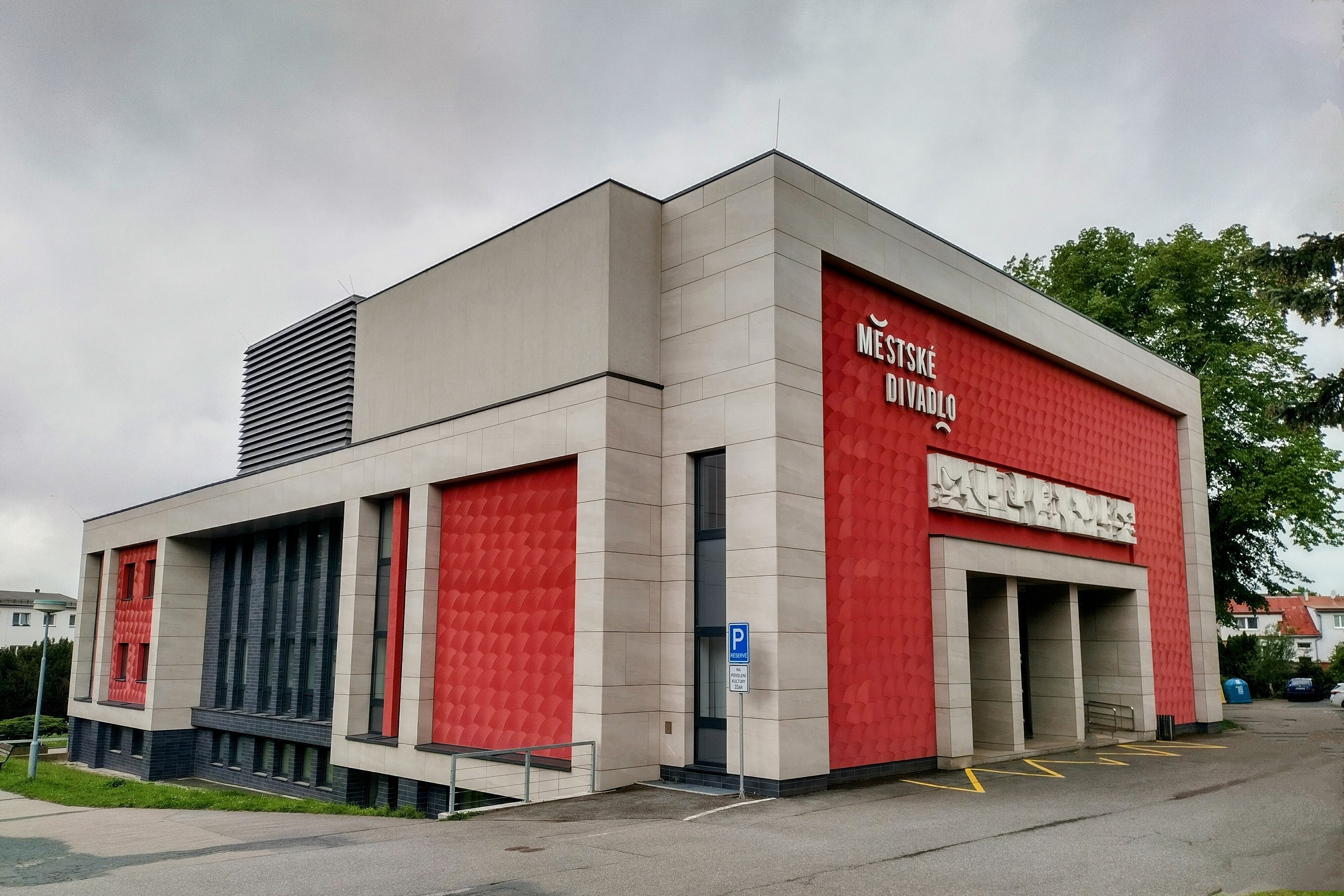
Міській театр
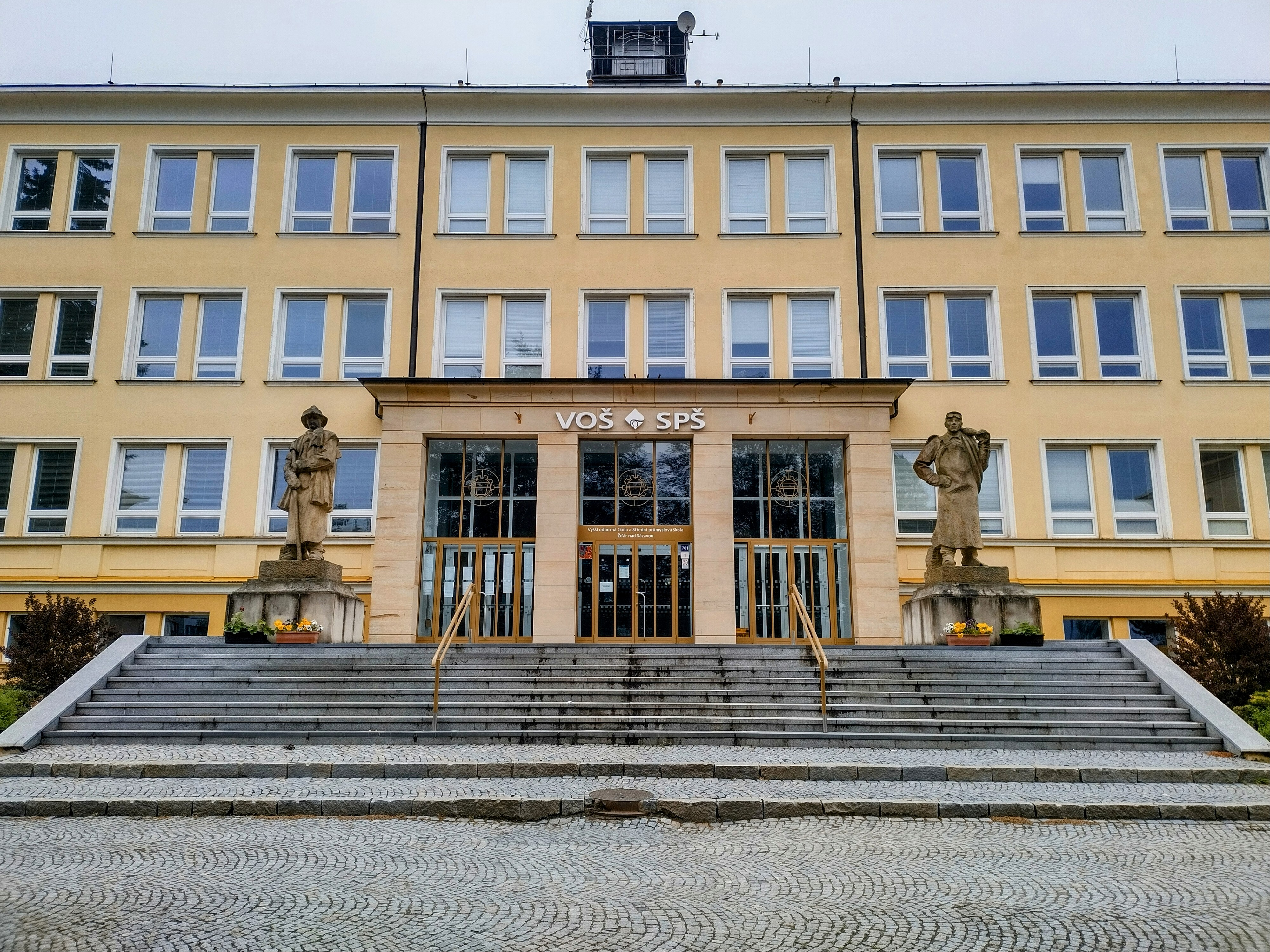
Вища професійно-середня промислова школа

Пам'ятники
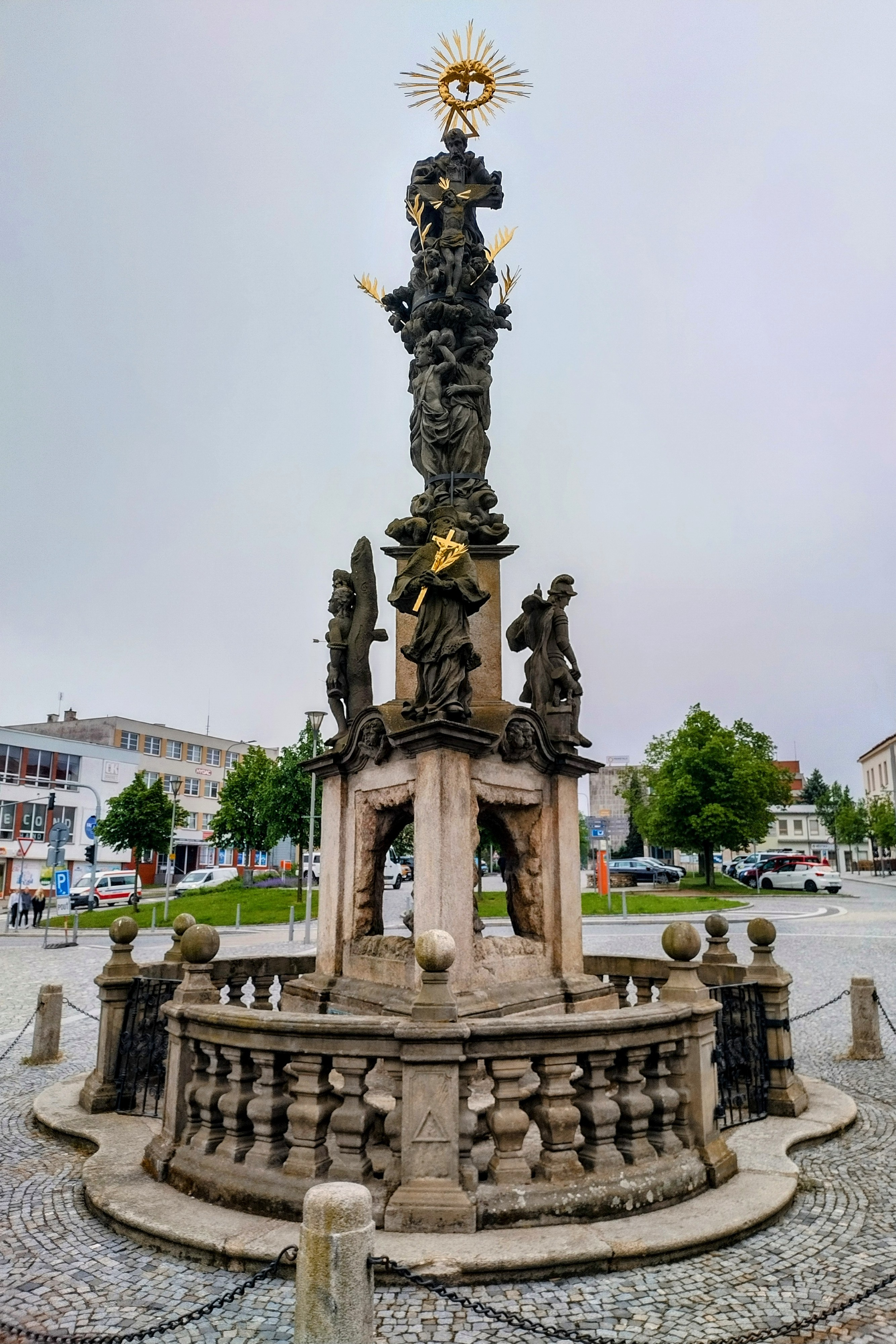
Чумний стовп Святої Трійці роботи Якуба Штайнхюбля (1706)
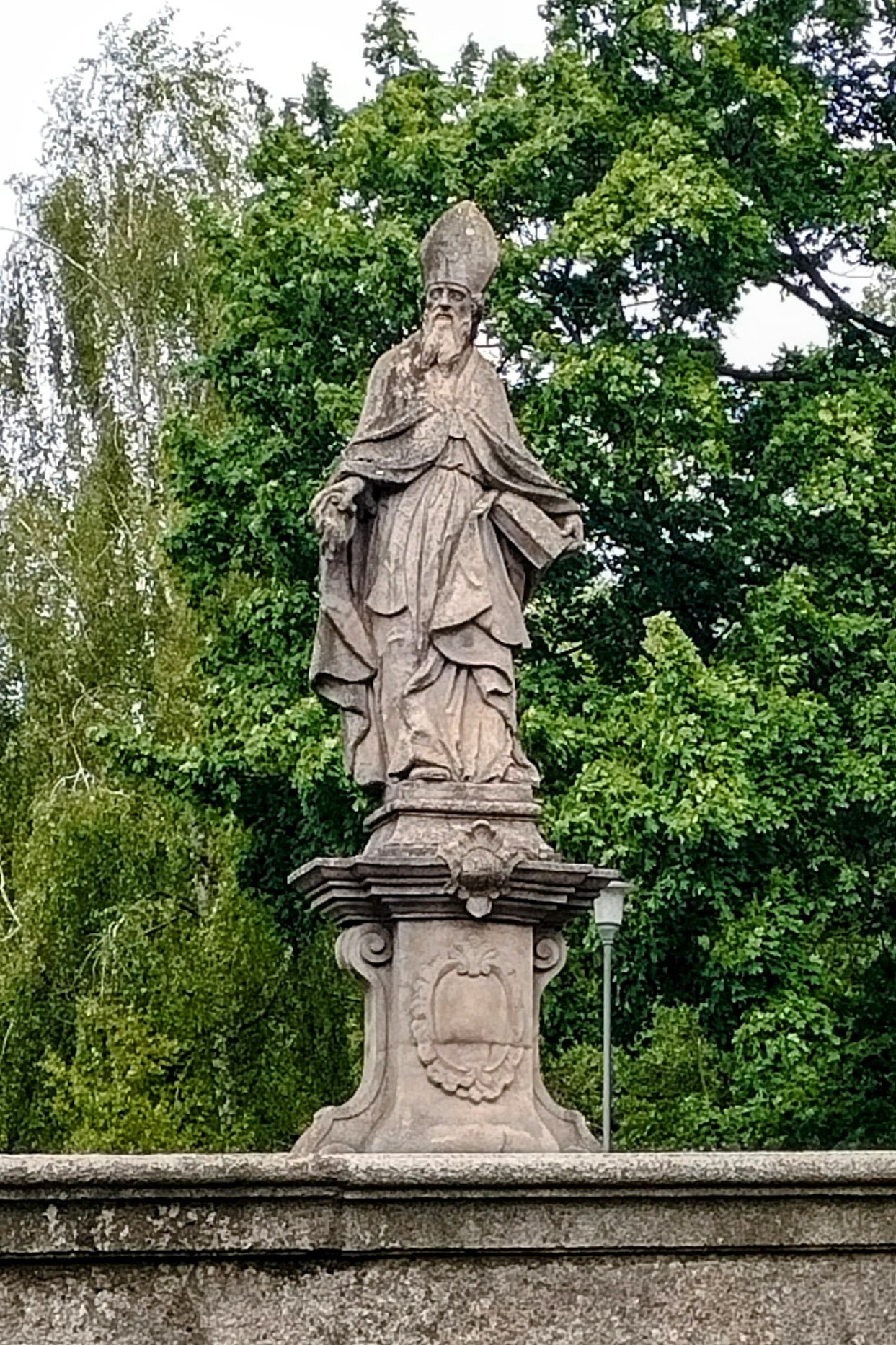
Святий Кирило на Бароковому мості
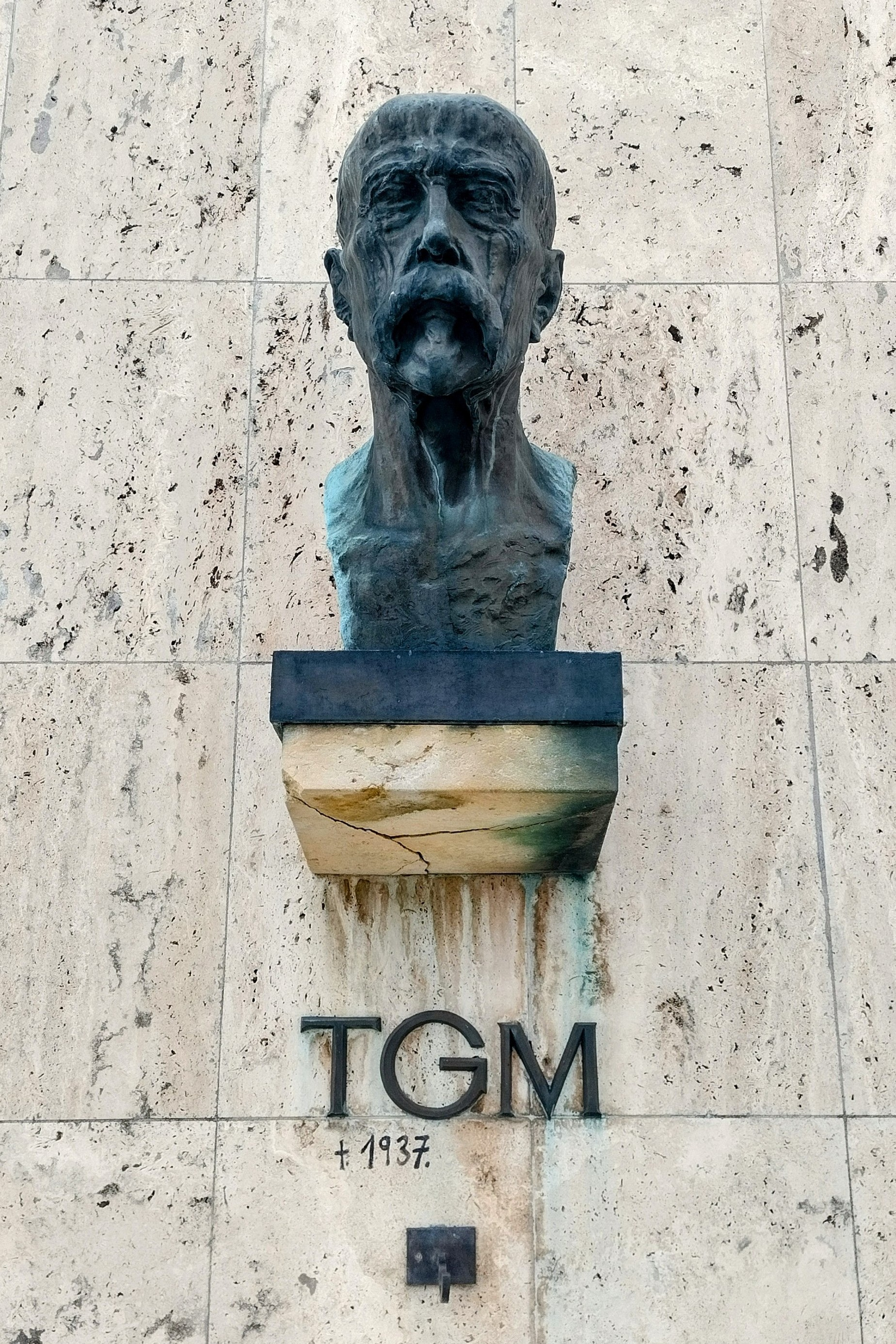
Томаш Г. Масарик
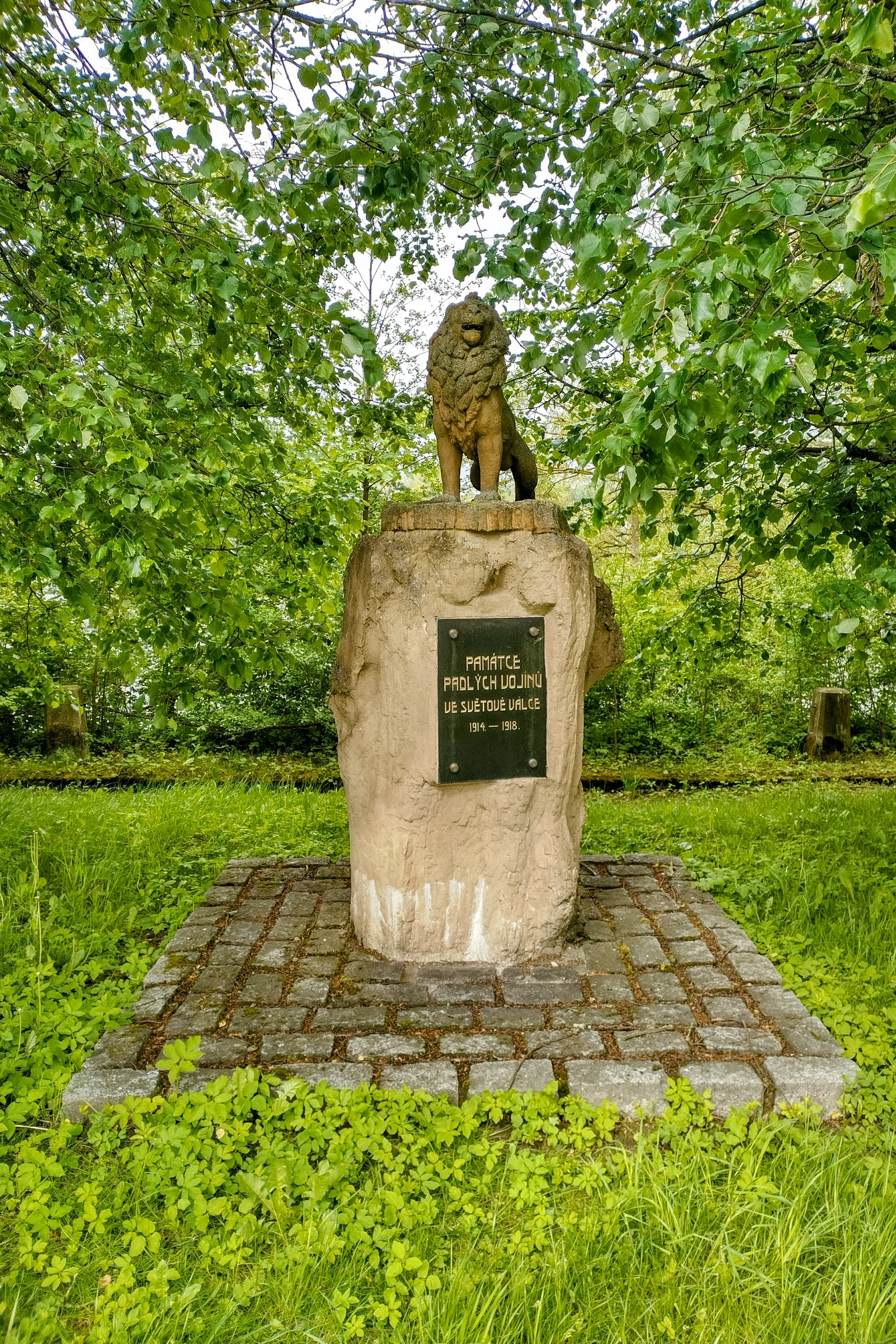
Жертвам Першої світової війни біля замку
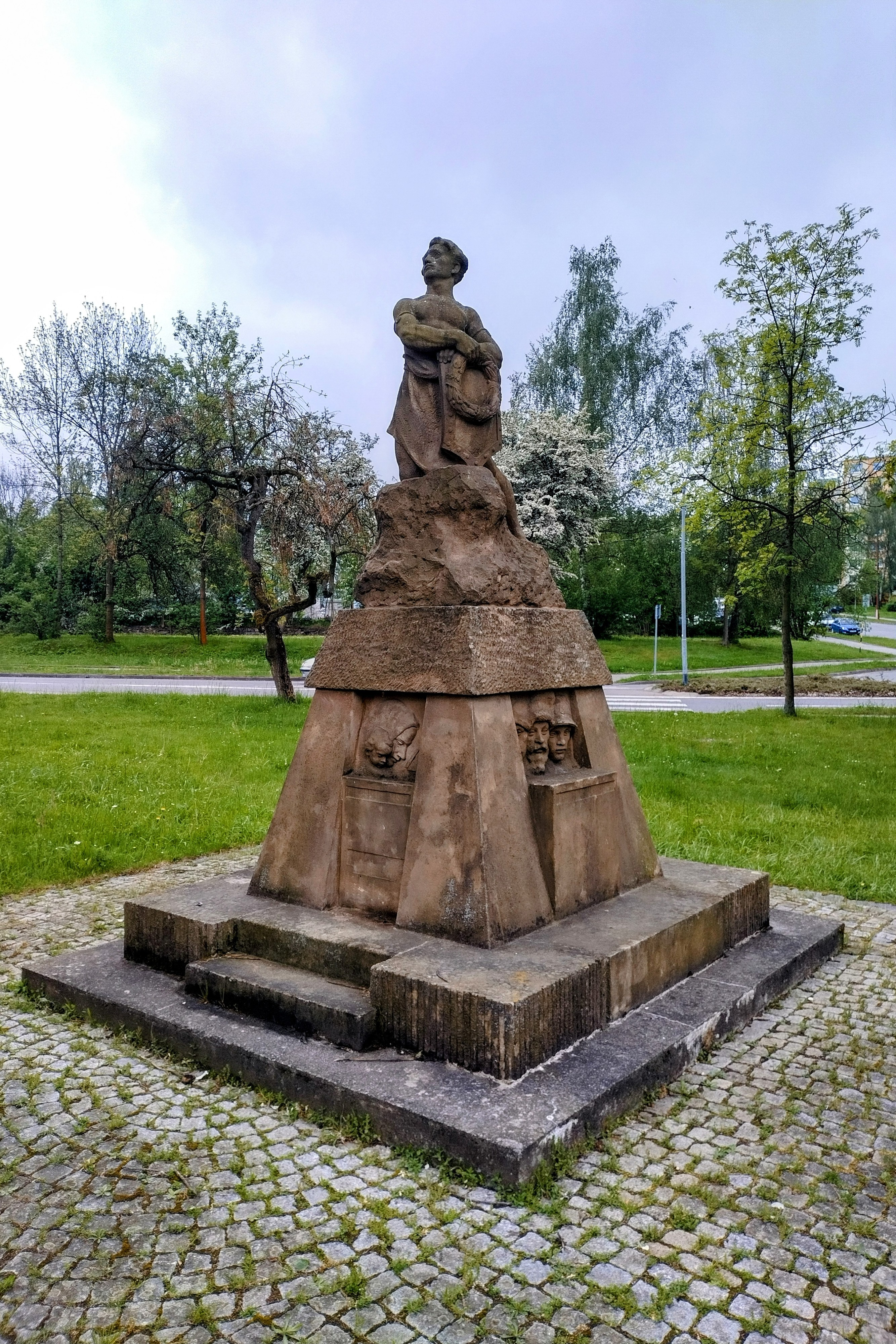
Жертвам Першої світової війни у сквері по вул. Садовій
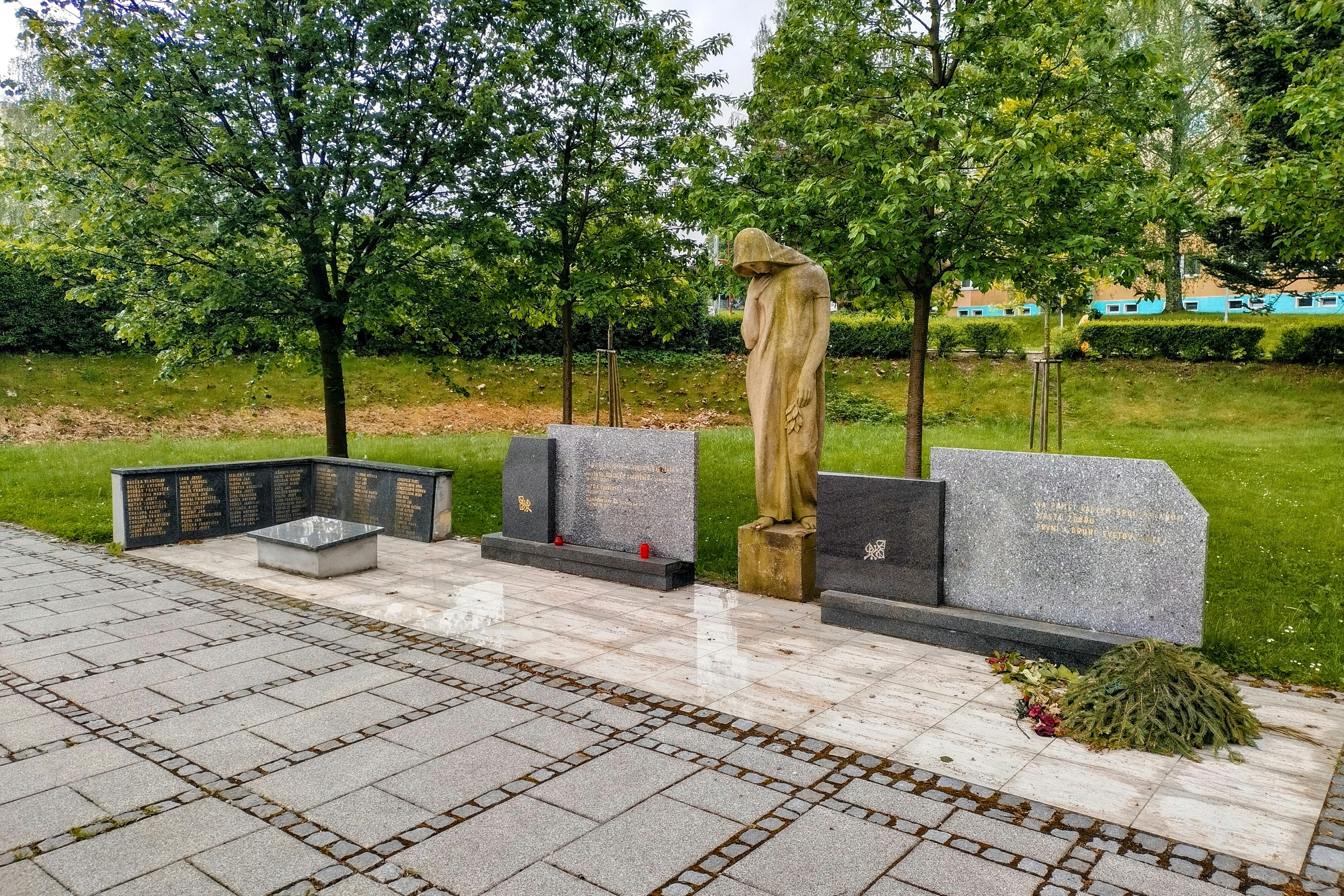
Меморіал жертвам Світових війн
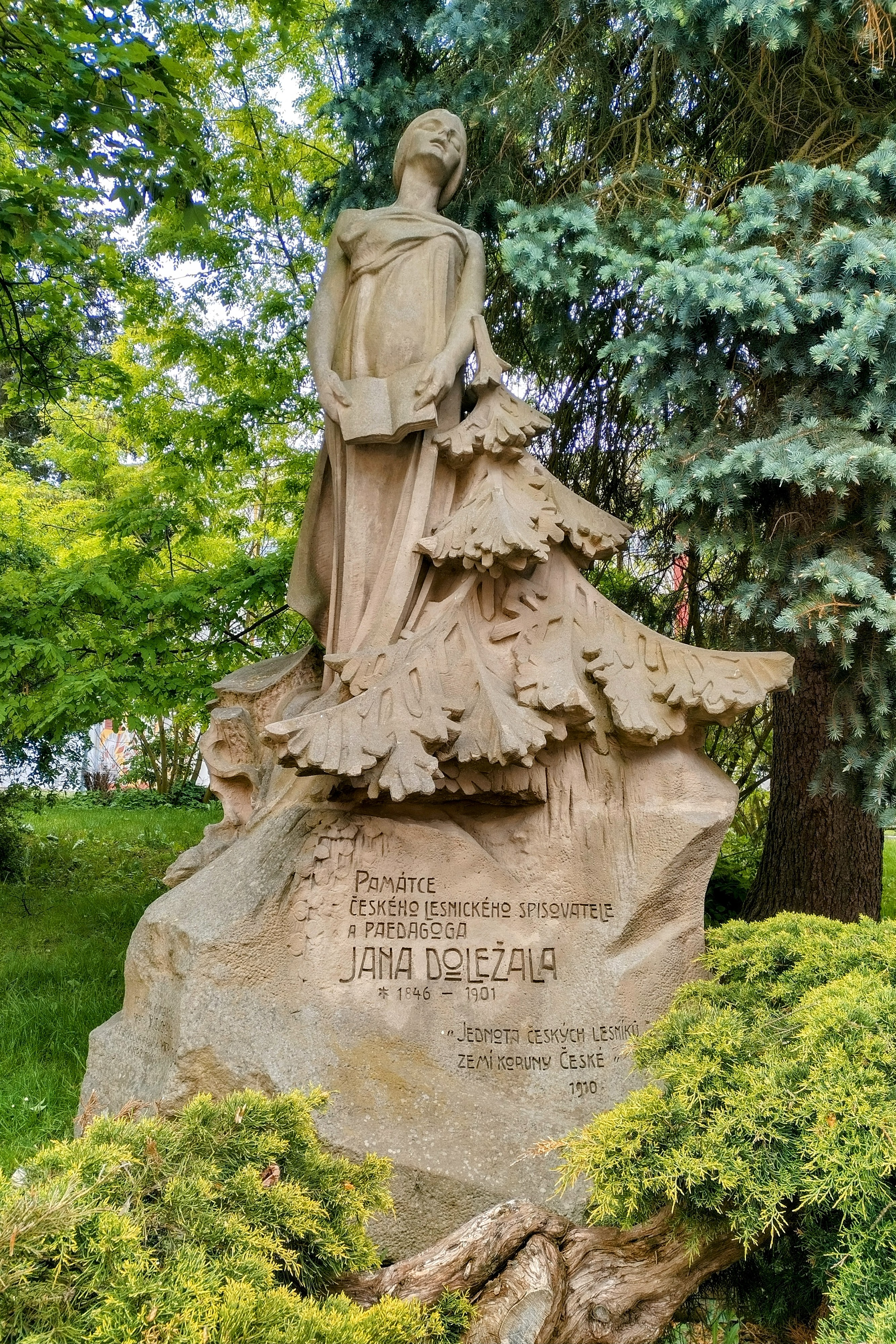
Ян Долежал

Краєвиди
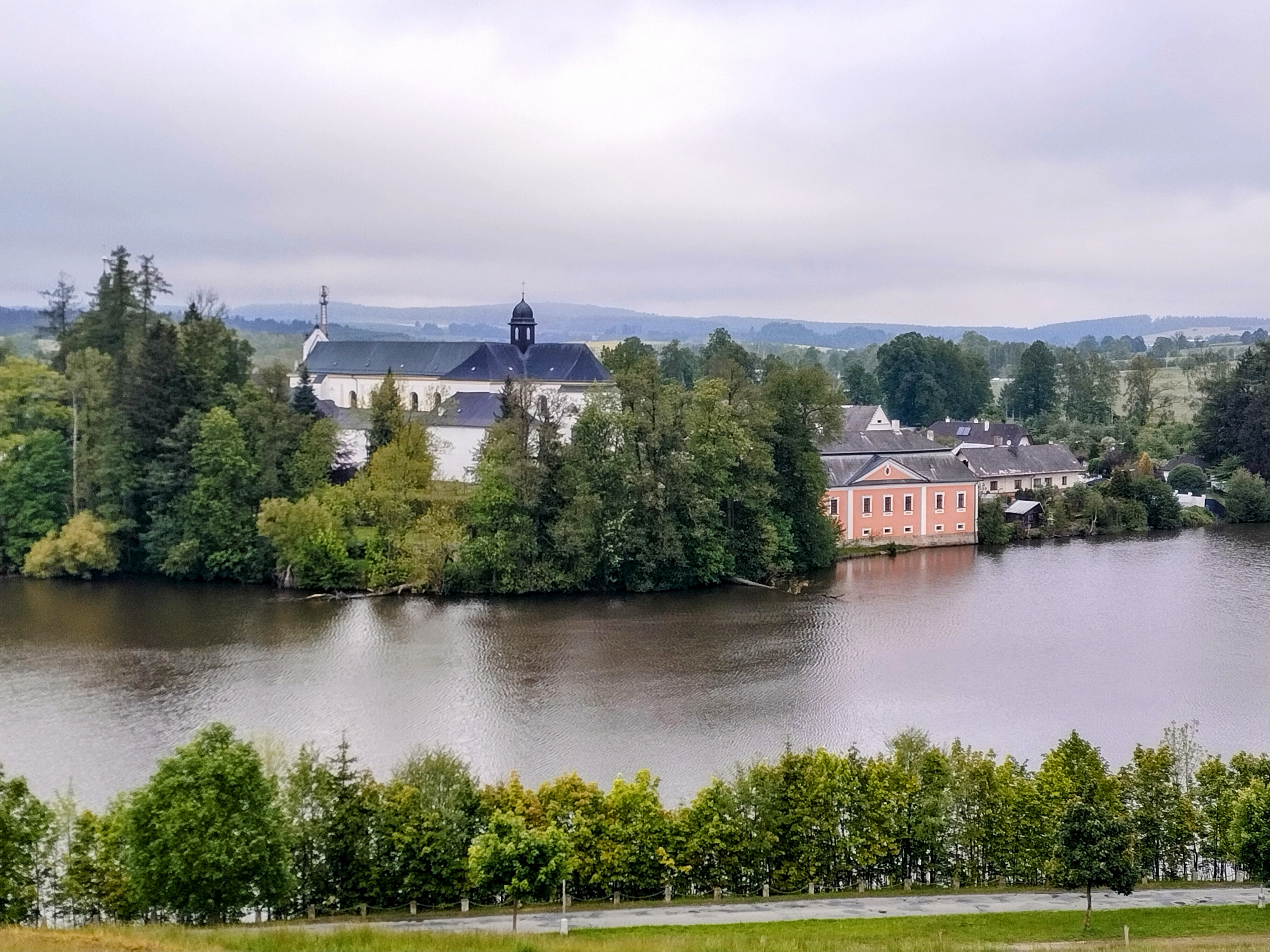
Вигляд на Монастирський ставок
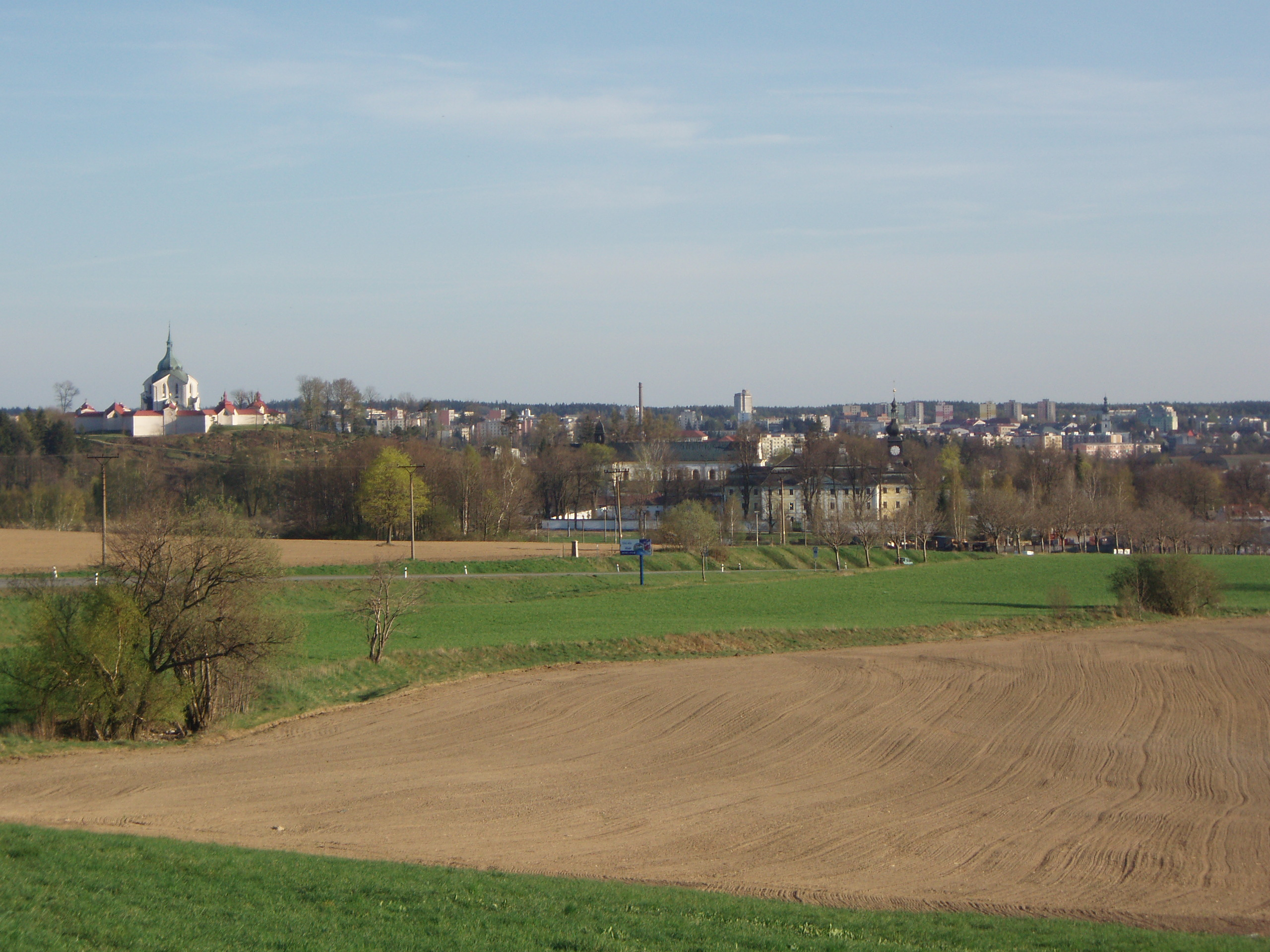
Панорама міста з півночі